# Place d'Italie (metrostation)
Place d'Italie is een station van de metro in Parijs langs metrolijnen 5, 6 en 7 in het hart van het 13e arrondissement. Het station is de terminus van metrolijn 5 en ligt onder de Place d'Italie, vanwaar het zijn naam gekregen heeft.

## Geschiedenis
- 24 april 1906: het station wordt geopend als onderdeel van de toenmalige metrolijn 2 Sud.
- 2 juni 1906: opening van de eerste sectie van metrolijn 5 naar het station Gare d'Orléans (het huidige station Gare d'Austerlitz).
- 14 oktober 1907: fusie van de metrolijnen 2 Sud en 5; de perrons van metrolijn 2 Sud worden buiten dienst gesteld.
- 1 maart 1909: opening van metrolijn 6 naar station Nation; de perrons van metrolijn 2 Sud worden opnieuw in gebruik genomen.
- 15 februari 1930: opening van metrolijn 10 op de verlenging van station Odéon naar station Porte d'Italie.
- 26 april 1931: metrolijn 7 vervangt metrolijn 10
- 6 oktober 1942: het traject tussen station Place d'Italie en station Charles de Gaulle - Étoile wordt overgeheveld van metrolijn 5 naar metrolijn 6.
- 2 september 2007: de bouw van een keerlus op metrolijn 5 zorgt voor een betere dienstregeling.

## Aansluitingen
- RATP-busnetwerk: zes lijnen
- Noctilien: vier lijnen

## In de omgeving
- Butte-aux-Cailles (Quartier)
- Winkelcentrum Italie 2
- Flatgebouw Grand écran, een ontwerp van de Japanse architect Kenzo Tange (Grand écran verwijst naar de Gaumont-cinema in het complex, die in 2006 de deuren sloot).
- Gemeentehuis van het 13e arrondissement

Bobigny - Pablo Picasso · 
Bobigny - Pantin - Raymond Queneau · 
Église de Pantin · 
Hoche · 
Porte de Pantin · 
Ourcq · 
Laumière · 
Jaurès · 
Stalingrad · 
Gare du Nord · 
Gare de l'Est · 
Jacques Bonsergent · 
République · 
Oberkampf · 
Richard-Lenoir · 
Bréguet - Sabin · 
Bastille · 
Quai de la Rapée · 
Gare d'Austerlitz · 
Saint-Marcel · 
Campo-Formio · 
Place d'Italie
Charles de Gaulle - Étoile · Kléber · Boissière · Trocadéro · Passy · Bir-Hakeim · Dupleix · La Motte-Picquet - Grenelle · Cambronne · Sèvres - Lecourbe · Pasteur · Montparnasse - Bienvenüe · Edgar Quinet · Raspail · Denfert-Rochereau · Saint-Jacques · Glacière · Corvisart · Place d'Italie · Nationale · Chevaleret · Quai de la Gare · Bercy · Dugommier · Daumesnil · Bel-Air · Picpus · Nation
La Courneuve - 8 Mai 1945 · 
Fort d'Aubervilliers · 
Aubervilliers - Pantin - Quatre Chemins · 
Porte de la Villette · 
Corentin Cariou · 
Crimée · 
Riquet · 
Stalingrad · 
Louis Blanc · 
Château-Landon · 
Gare de l'Est · 
Poissonnière · 
Cadet · 
Le Peletier · 
Chaussée d'Antin - La Fayette · 
Opéra · 
Pyramides · 
Palais Royal - Musée du Louvre · 
Pont Neuf · 
Châtelet · 
Pont Marie · 
Sully - Morland · 
Jussieu · 
Place Monge · 
Censier - Daubenton · 
Les Gobelins · 
Place d'Italie · 
Tolbiac · 
Maison Blanche

Zuidelijke tak: Le Kremlin-Bicêtre · 
Villejuif - Léo Lagrange · 
Villejuif - Paul Vaillant-Couturier · 
Villejuif - Louis Aragon

Zuidoostelijke tak: Porte d'Italie · 
Porte de Choisy · 
Porte d'Ivry · 
Pierre et Marie Curie · 
Mairie d'Ivry